# 尭孝
尭孝（ぎょうこう、正字体：堯孝、明徳2年/元中8年（1391年）- 享徳4年7月5日（1455年8月17日））は、室町時代中期の歌僧。武家の二階堂氏の出自で、父は歌僧の尭尋、曽祖父に和歌四天王の一人頓阿をもつ。養子に尭憲、歌道の弟子には尭恵や三条西公保らがいる。
頓阿の代から引き継ぐ和歌所を預って二条派歌壇の中心的歌人となり、冷泉派の正徹に対抗した。永享5年（1433年）飛鳥井雅世に新たな勅撰和歌集の編纂が下命されると、尭孝は和歌所の開闔としてこれを支え、6年の歳月をかけて最後の勅撰集となった『新続古今和歌集』を撰出した。